# Chrysiptera
Genre
Chrysiptera est un genre de poissons de la famille des Pomacentridae. Ils font partie des « poissons-demoiselles ». 

## Liste des espèces
Selon World Register of Marine Species (20 mai 2014) :
- Chrysiptera albata Allen & Bailey, 2002
- Chrysiptera albofasciata
- Chrysiptera annulata (Peters, 1855)
- Chrysiptera arnazae Allen, Erdmann & Barber, 2010
- Chrysiptera biocellata (Quoy & Gaimard, 1825)
- Chrysiptera bleekeri (Fowler & Bean, 1928)
- Chrysiptera brownriggii (Bennett, 1828)
- Chrysiptera caeruleolineata (Allen, 1973)
- Chrysiptera chrysocephala Manica, Pilcher & Oakley, 2002
- Chrysiptera cyanea (Quoy & Gaimard, 1825)
- Chrysiptera cymatilis Allen, 1999
- Chrysiptera flavipinnis (Allen & Robertson, 1974)
- Chrysiptera galba (Allen & Randall, 1974)
- Chrysiptera giti Allen & Erdmann, 2008
- Chrysiptera glauca (Cuvier, 1830)
- Chrysiptera hemicyanea (Weber, 1913)
- Chrysiptera kuiteri Allen & Rajasuriya, 1995
- Chrysiptera niger (Allen, 1975)
- Chrysiptera notialis (Allen, 1975)
- Chrysiptera oxycephala (Bleeker, 1877)
- Chrysiptera parasema (Fowler, 1918)
- Chrysiptera pricei Allen & Adrim, 1992
- Chrysiptera rapanui (Greenfield & Hensley, 1970)
- Chrysiptera rex (Snyder, 1909)
- Chrysiptera rollandi (Whitley, 1961)
- Chrysiptera sheila Randall, 1994
- Chrysiptera sinclairi Allen, 1987
- Chrysiptera springeri (Allen & Lubbock, 1976)
- Chrysiptera starcki (Allen, 1973)
- Chrysiptera talboti (Allen, 1975)
- Chrysiptera taupou (Jordan & Seale, 1906)
- Chrysiptera traceyi (Woods & Schultz, 1960)
- Chrysiptera tricincta (Allen & Randall, 1974)
- Chrysiptera unimaculata (Cuvier, 1830)
- Chrysiptera xanthura

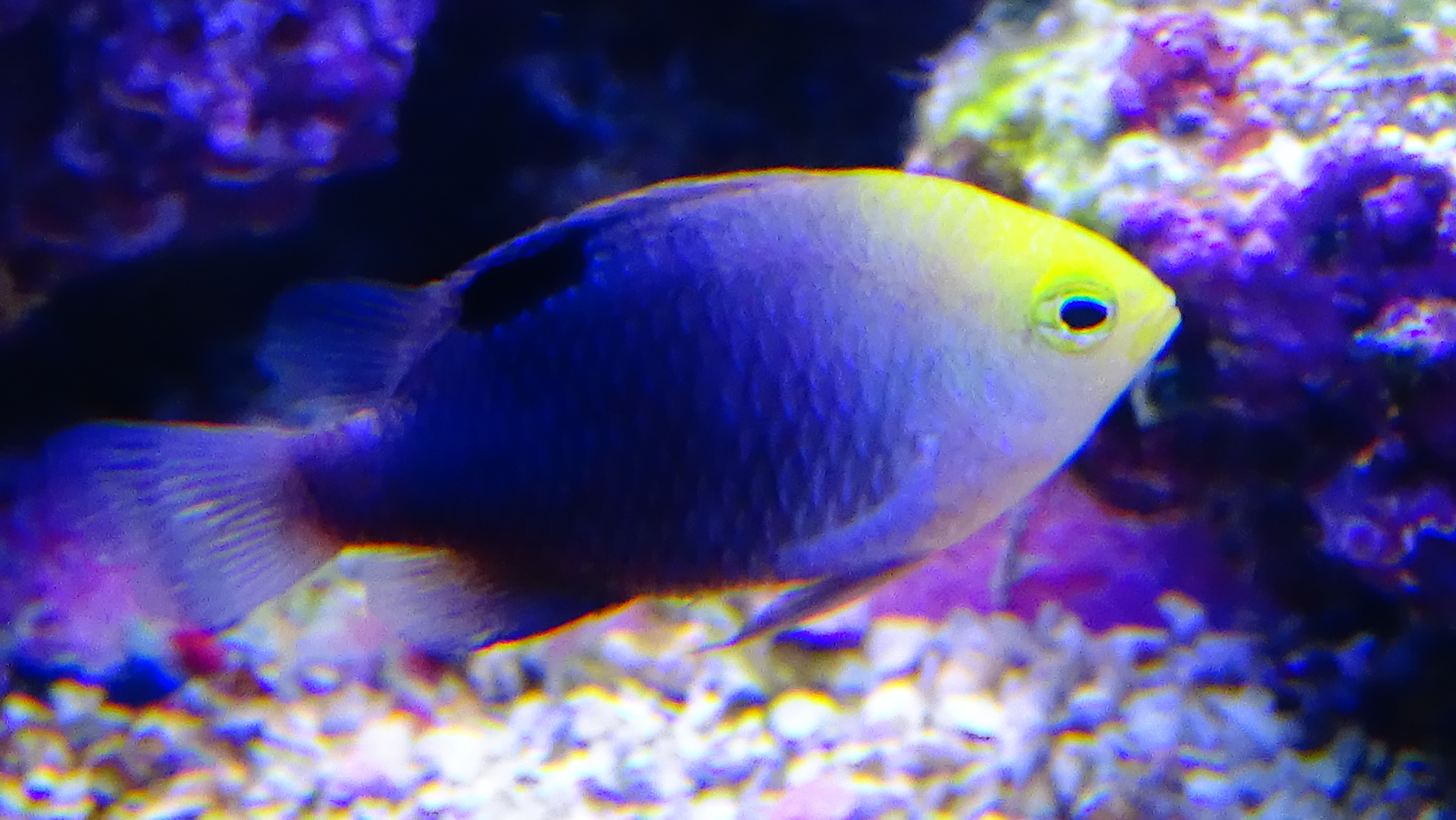
Chrysiptera talboti
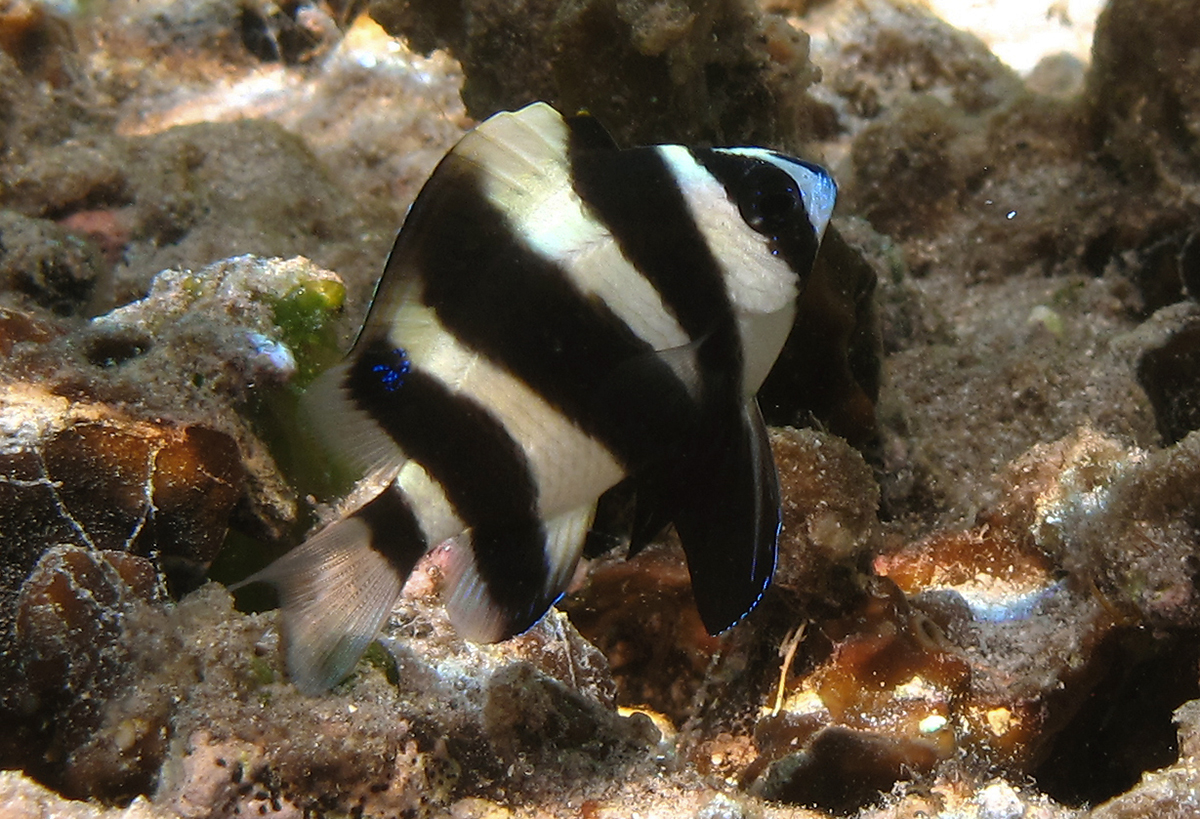
Chrysiptera annulata
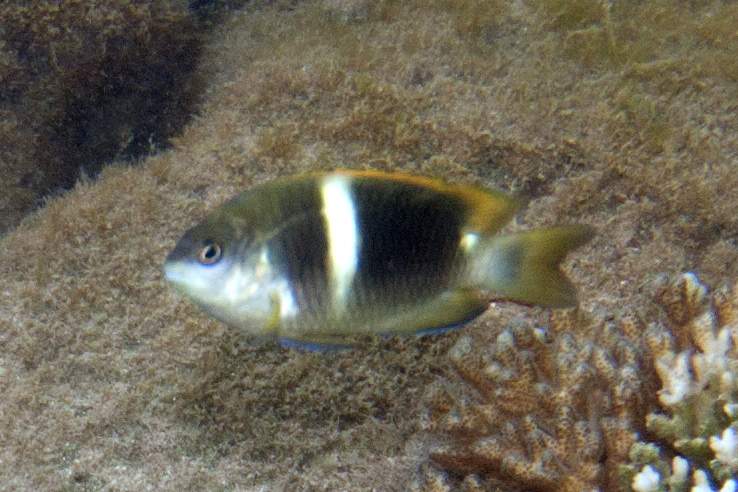
Chrysiptera biocellata
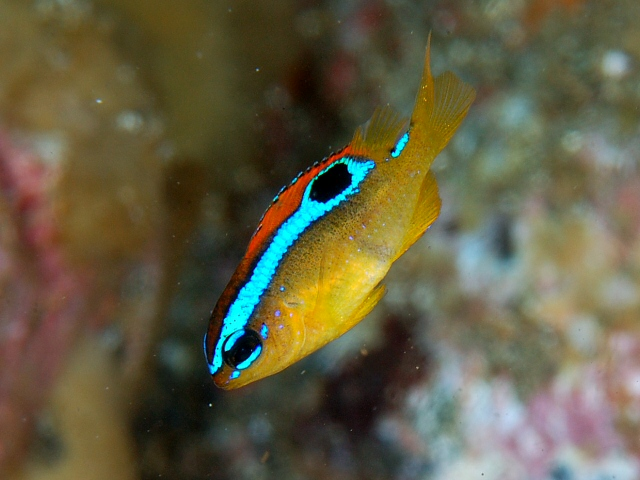
Chrysiptera brownriggii
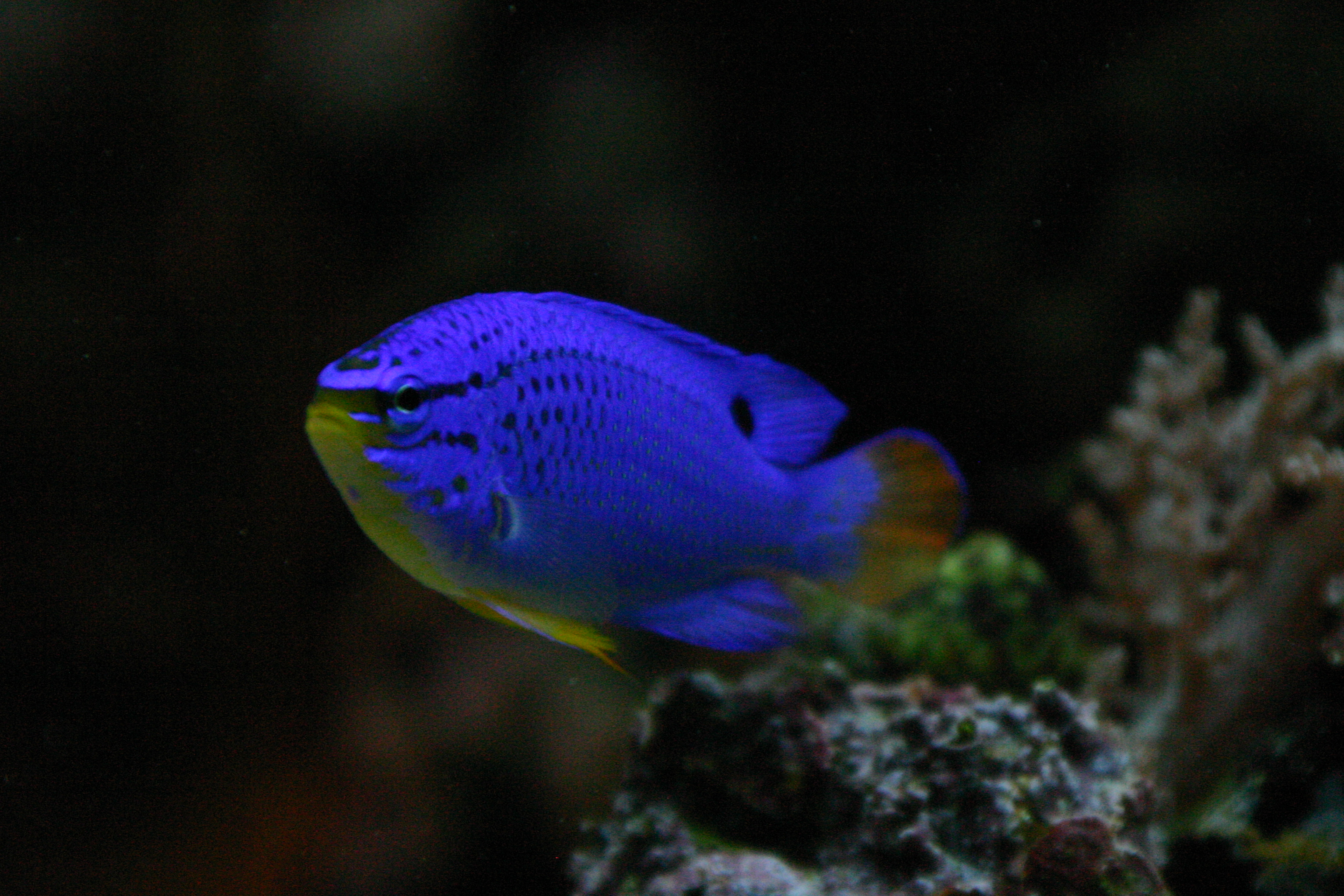
Chrysiptera cyanea
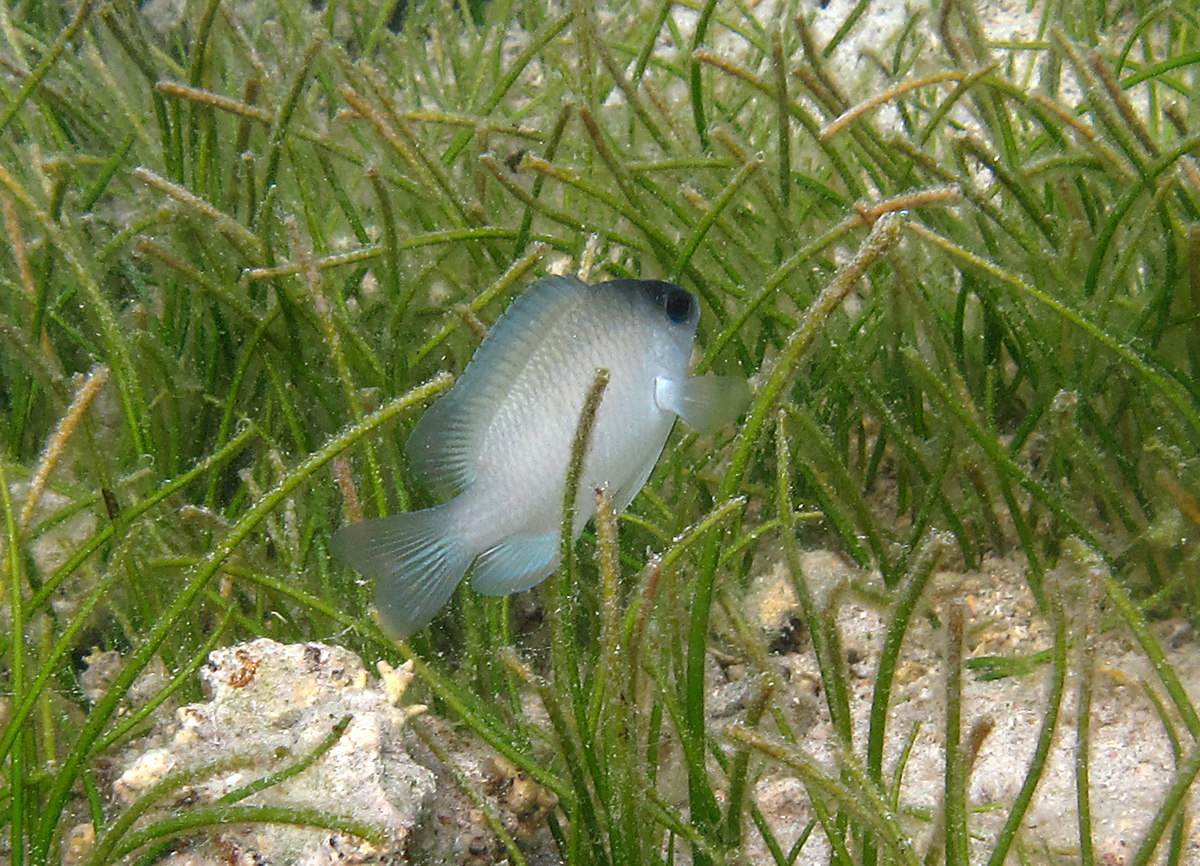
Chrysiptera glauca
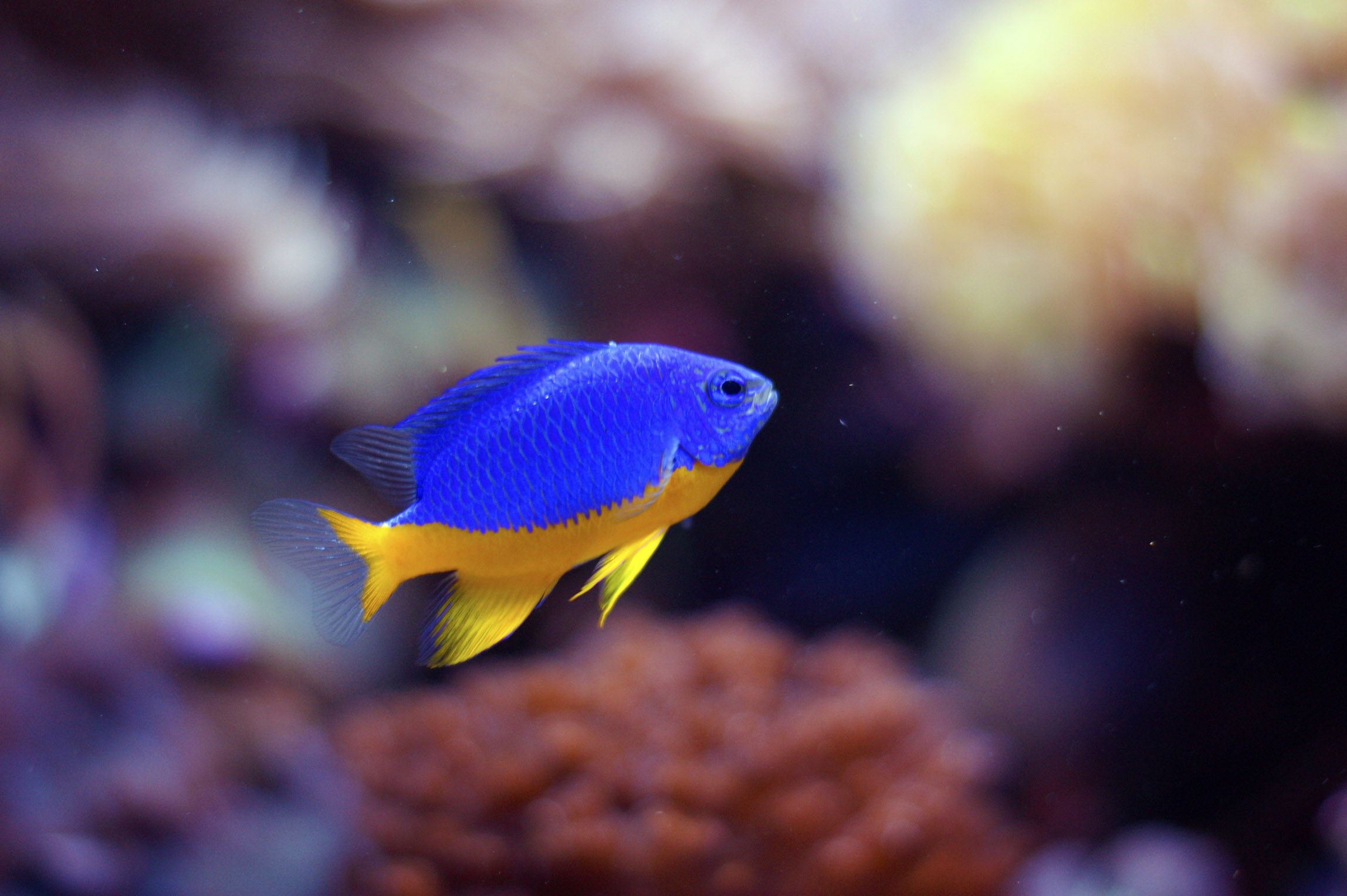
Chrysiptera hemicyanea
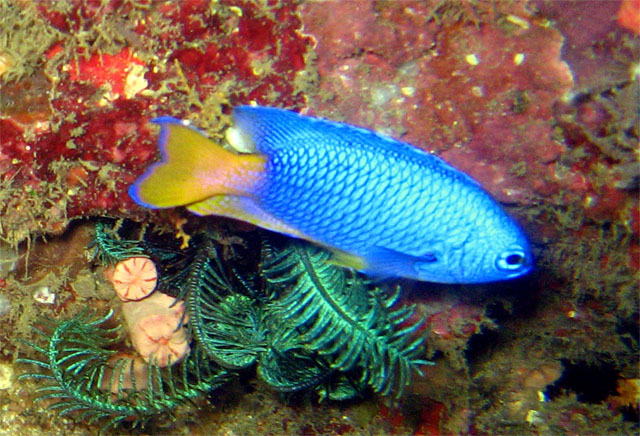
Chrysiptera parasema
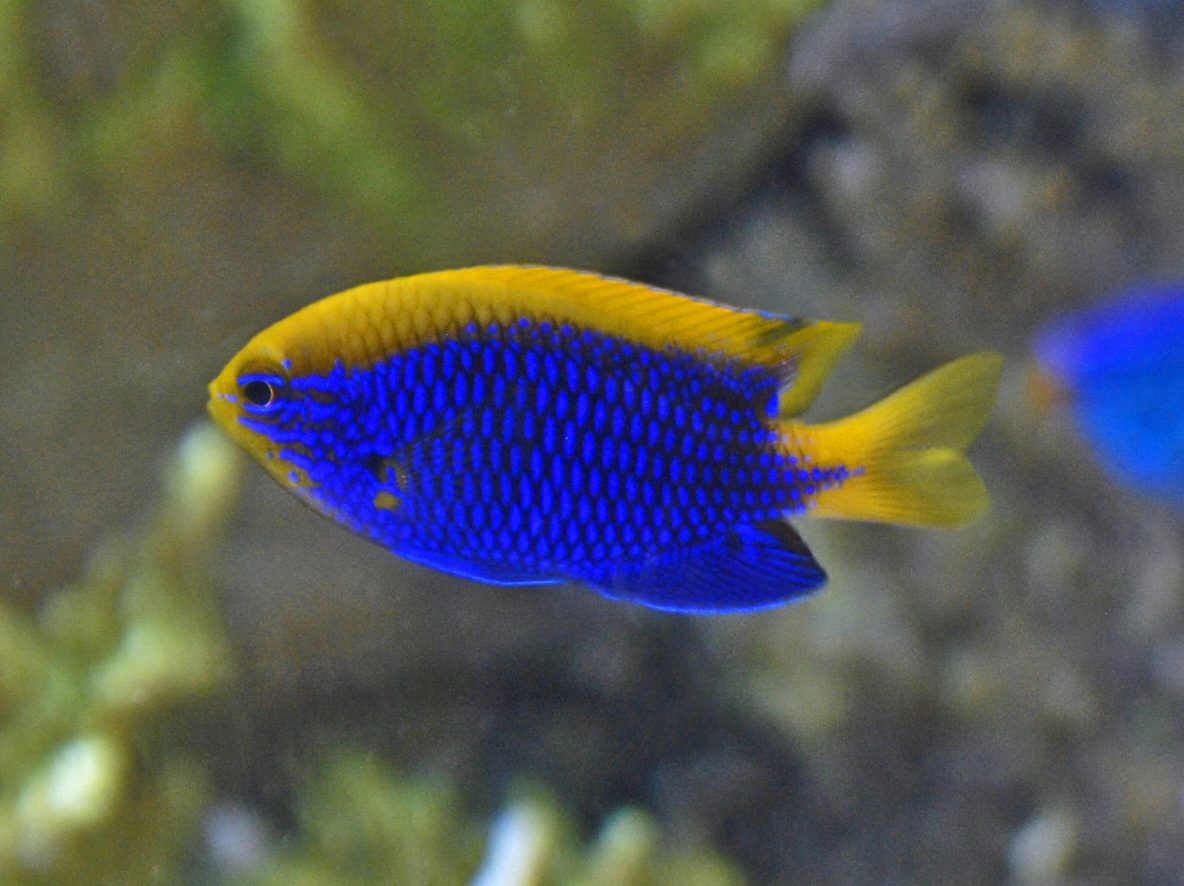
Chrysiptera starcki
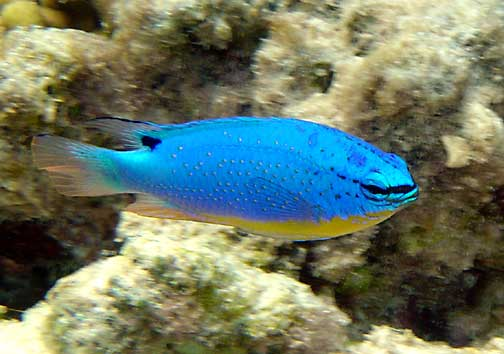
Chrysiptera taupou
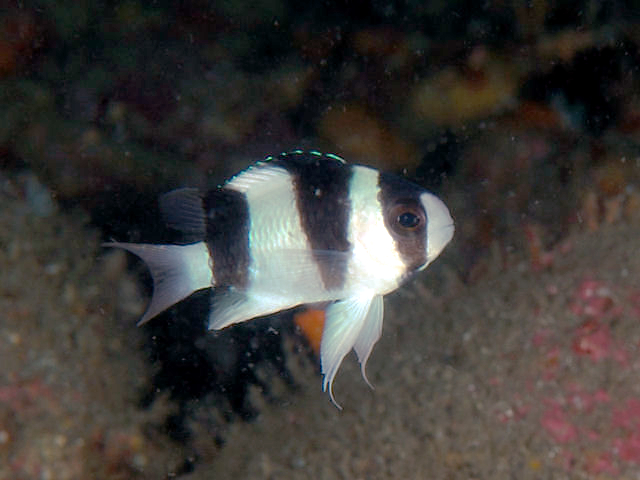
Chrysiptera tricincta
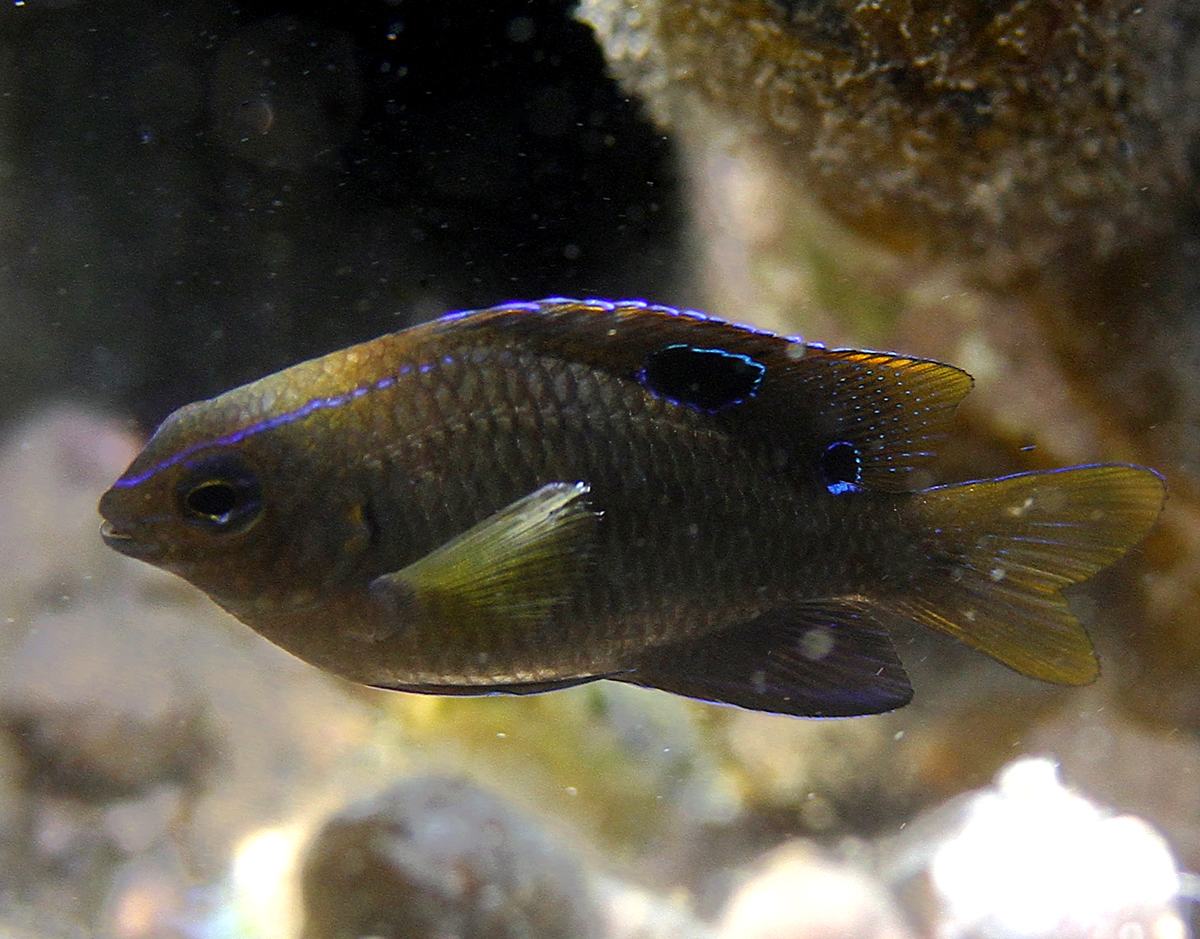
Chrysiptera unimaculata